# Voile aux Jeux olympiques d'été de 1968
Navigation
Tokyo 1964 Munich 1972
Cinq épreuves de voile furent disputées aux Jeux olympiques d'été de 1968 au large d'Acapulco au Mexique du 14 au 21 octobre 1968.

## Voiliers olympiques

Finn - Flying Dutchman - Star - Dragon - 5.5 mJI jauge de 1949 issue de la Jauge internationale

## Tableau des médailles
| Rang | Pays                 | Médaille d'or | Médaille d'argent | Médaille de bronze | Total |
| 1    | États-Unis           | 2             | 0                 | 0                  | 2     |
| 2    | Royaume-Uni          | 1             | 0                 | 1                  | 2     |
| 3    | Suède                | 1             | 0                 | 0                  | 1     |
| 3    | Union soviétique     | 1             | 0                 | 0                  | 1     |
| 5    | Suisse               | 0             | 1                 | 0                  | 1     |
| 5    | Danemark             | 0             | 1                 | 0                  | 1     |
| 5    | Allemagne de l'Ouest | 0             | 1                 | 0                  | 1     |
| 5    | Autriche             | 0             | 1                 | 0                  | 1     |
| 5    | Norvège              | 0             | 1                 | 0                  | 1     |
| 10   | Italie               | 0             | 0                 | 2                  | 2     |
| 11   | Allemagne de l'Est   | 0             | 0                 | 1                  | 1     |
| 11   | Brésil               | 0             | 0                 | 1                  | 1     |

## Résultats
| Épreuve         | Or                                                                 | Argent                                                   | Bronze                                                                  |
| 5,5 mètres JI   | Suède Wasa IV Ulf Sundelin Peter Sundelin Jörgen Sundelin          | Suisse Toucan Louis Noverraz Marcel Stern Bernard Dunand | Royaume-Uni Yeoman Robin Aisher Adrian Jardine Paul Anderson            |
| Dragon          | États-Unis Cadenza George Friedrichs Barton Jahncke Gerald Schreck | Danemark Chock Aage Birch Poul Jensen Niels Markussen    | Allemagne de l'Est Mutafo Paul Borowski Karl-Heinz Thun Konrad Weichert |
| Flying Dutchman | Royaume-Uni Superdocius Rodney Pattisson Iain MacDonald-Smith      | Allemagne de l'Ouest Leda Ullrich Libor Peter Naumann    | Brésil Mack Reinaldo Conrad Burkhard Cordes                             |
| Finn            | Union soviétique Valentin Mankin                                   | Autriche Hubert Raudaschl                                | Italie Fabio Albarelli                                                  |
| Star            | États-Unis North Star Lowell North Peter Barrett                   | Norvège Sirene Peder Lunde, Jr. Per Wiken                | Italie Romance Franco Cavallo Camillo Gargano                           |